# Île Pelée
Die Île Pelée ist eine vor Cherbourg in der Normandie gelegene französische Insel. Sie ist die nördlichste Insel Frankreichs. Der Ostdamm des Hafens Rade de Cherbourg lehnt sich an die Île Pelée.

## Geschichtliche Entwicklung
Früher war die Insel ein mit Seegras bedecktes Felsenriff. Im Rahmen der Errichtung der Rade de Cherbourg wurde eine Festung auf der Insel erbaut. Sie wurde nach den Entwürfen der Ingenieure Ricard und De Caux 1777 begonnen und 1784 abgeschlossen. Die Kosten für den Bau wurden mit 4 Millionen Francs veranschlagt.
Die Festung Fort de l’Île Pelée besteht aus einer mit Granitsteinen von Chausey erbauten Zitadelle, einem Graben und einer Befestigungsmauer. Die Verteidigungsfestung wechselte mehrfach ihren Namen und hieß zunächst Fort Royal, dann Fort National, dann Fort Impérial und heute Fort de l’Île Pelée.

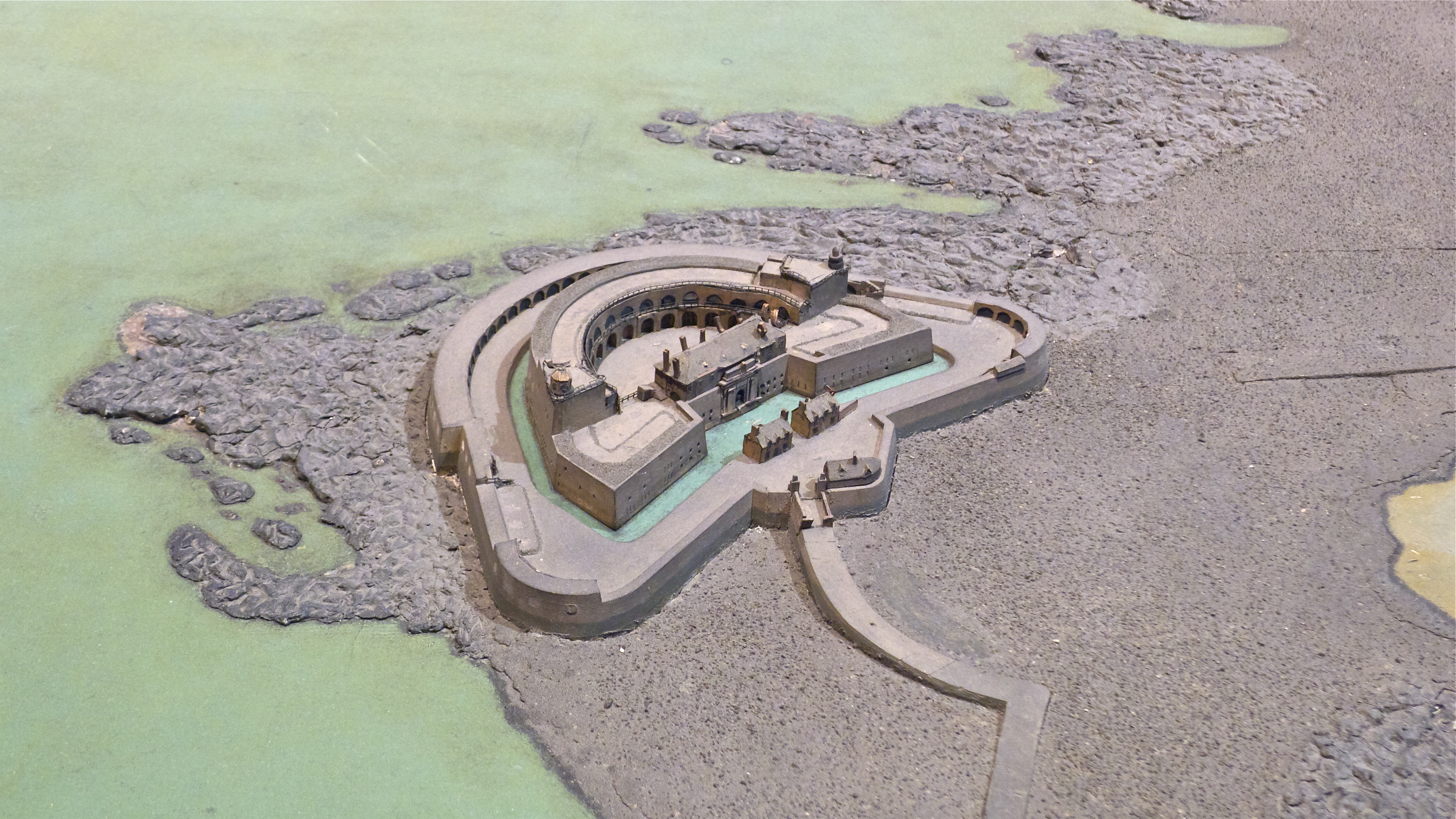
Fort de l’Île Pelée.

Angesichts der Weiterentwicklungen auf dem Gebiet der Artillerie wurde 1898 eine fünf Meter dicke Betonschicht an der Nordseite der Zitadelle aufgebracht. Während der Französischen  Revolution diente die Festung als Gefängnis. Zwischen 1890 und 1894 wurde ein 1700 Meter langer Damm, der die Insel mit dem Festland verbindet, gebaut. 370 Meter vom Festland entfernt wurde eine 50 Meter breite Öffnung belassen. Auf der Insel richtete der Ingenieur Paul Minard einen kleinen Hafen ein.
Die französische Marine ist heute der Eigentümer der Île Pelée. Der Zugang ist verboten.